# Charles Doe
Charles Webster Doe, Jr. (San Francisco, 4 september 1898 - Walnut Creek, 19 november 1995) was een Amerikaans rugbyspeler.

## Carrière
Tijdens de Olympische Zomerspelen 1920 en 1924 werd hij met de Amerikaanse ploeg olympisch kampioen.

## Erelijst

### Met Verenigde Staten
- Olympische Zomerspelen:  1920, 1924